# William Parker (1er baronnet de Harburn)
Pour les articles homonymes, voir William Parker et Parker.
'William Parker, né le 1er janvier 1743 et mort le 31 octobre 1802, 1er baronnet, de Harburn (Warwickshire), est un officier de marine britannique des XVIIIe et XIXe siècles. Il sert dans la Royal Navy pendant la guerre de Sept Ans, la guerre d'indépendance des États-Unis et les guerres de la Révolution et de l'Empire français, et termine sa carrière avec le grade dAdmiral.

## Biographie
Son père, Augustine Parker, est le maire de Queenborough et commande l'un des yachts du roi. William Parker entre dans la Navy vers 1756 et, en 1758, il sert à bord du HMS Centurion lors de la prise de Louisbourg par les Anglais et de la capture de Québec l'année suivante. Il est promu au grade de lieutenant en 1762. Il sert un temps au large des côtes de la colonie de Terre-Neuve et est promu au grade de commander en 1763. En 1777, il est envoyé dans les Indes occidentales où il sert sous les ordres de l'amiral Byron. Il sert à bord de différents vaisseaux avant d'être promu au grade de commodore et commandant en chef de la station des îles Leeward. Pendant les années 1790, il sert sous les ordres de l'amiral Lord Howe. En 1794, il commande le HMS Audacious à la bataille du « Glorious First of June » et est promu au rang de Rear-Admiral. Après avoir servi en Jamaïque, il prend part en 1797 sous les ordres de Sir John Jervis à la bataille du cap Saint-Vincent, au cours de laquelle il endommage si sévèrement le vaisseau espagnol San Joé que le commodore Horatio Nelson peut l'aborder et le capturer sans grande résistance. L'année suivante, alors que Parker participe au blocus maritime de la ville de Cadix, apprend amèrement la que Nelson, bien que moins expérimenté que lui, a reçu le commandement d'une flotte en Méditerranée, mais les lettres de plainte qu'il envoie à l'Amirauté restent sans effet. Il termine sa carrière au poste de commandant en chef de la North American station à Halifax à partir de 1800, poste dont il est démis pour désobéissance aux ordres. Il n'a pas de lien de parenté avec son homonyme, le second amiral du nom, Sir William Parker.